# Castell de Falset
Castell de Falset és un castell termenat del municipi de Falset (Priorat) declarat bé cultural d'interès nacional. Les primeres referències sobre el castell daten de l'any 1168, tot i que se suposa una cronologia anterior. L'època de gran esplendor es data el segle xiv, quan els comtes de Prades van ampliar l'edifici. Segons la tradició, en aquest castell van néixer dues de les dones més importants de la història medieval de Catalunya: Elionor d'Aragó, reina de Xipre i de Jerusalem (1333-1416), i Margarida de Prades, reina d'Aragó i darrera reina catalana (1387-1429).
Després de molts anys d'abandonament la propietat passà de l'Ajuntament a la Diputació i en l'actualitat alberga l'Arxiu Comarcal del Priorat i el Castell del Vi.

## Descripció
Bastit sobre un turó rocós que domina el poble, es conserven ruïnes importants de murs i torres amb estances interiors. Té elements de diverses èpoques des dels segles xii-xiii-xv al xix. Segons els resultats de l'excavació realitzada a la meitat dels anys vuitanta, al final del segle xii o al principi del segle xiii, en aquest lloc es construí un castell. Sembla que era de mida força reduïda, molt més petit que el bastit en època gòtica. Les restes de la primera fortificació foren trobades sota la sala gòtica i sota el baluard de ponent. A l'est d'aquest castell primerenc hi havia l'església parroquial de Santa Maria, romànica, en l'actualitat pràcticament desapareguda. Al segle xiv, en esdevenir el castell de Falset la residència dels membres de la família reial catalano-aragonesa (comtes de Prades), aquesta fortificació fou ampliada i transformada. Es diferenciaren dos sectors: un a ponent, dedicat al castell i un altre, a llevant, destinat a l'església i a la casa rectoral. La fortificació pròpiament dita s'organitzà al voltant d'un pati quadrat que era el centre del castell-palau. A la banda sud del pati hi havia una torre-porta per on es podia accedir a la fortalesa des de l'exterior. A la part nord del pati hi havia la gran sala o palau gòtic i algunes dependències que eren situades, si fa o no fa, en el mateix lloc que ocupava l'antic castell romànic. D'aquesta gran sala gòtica cal destacar les mènsules decorades que sostenien arcs apuntats diafragmàtics, una gran porta adovellada i els finestrals trilobulats. La part del segle xvii és constituïda pel bastió Oest i les torres bessones, fetes per Felip V en tant que el segle xix s'hi afegiren altres construccions arran la seva conversió en presó. Els materials són diversos en funció de l'època, però hi predomina la maçoneria sense arrebossar.

## Història
La primera data coneguda del castell termenat de Falset és l'any 1168, quan Albert de Castellvell, per voluntat del rei, donà el lloc de Falset a Pere de Déu -castlà- amb l'encàrrec de bastir-hi una fortalesa i poblar-lo. El castell es deuria fer a partir d'aquesta data. L'any 1191, Pere de Déu donà carta de poblament a la vila. Després d'alguns anys de pugna per la senyoria, el 1192 el rei Alfons I atribuí a Albert de Castellvell, descendent de l'esmentat homònim, en lliure i franc alou, el castell de Falset. La senyoria passà a la germana d'Albert, Alamanda de Castellvell, muller de Ferran de Santmartí. El 1240, Alamanda vengué a la seva filla Blanca de Portella els castells de Falset i Marçà. A partir de 1244, trobem els castells de Falset, Móra, Tivissa i Marçà, que formaren part de la baronia d'Entença, en mans de la neta d'Alamanda de Castellvell, Alamanda d'Entença que el 1254 alliberà Falset dels tres mals usos més corrents («cugucia», «eixorquia» i «intestia»). El seu net, Guillem, senyor de Falset, fou el darrer representant d'aquest llinatge. El 1313 va signar amb Jaume II una convinença per la qual donava al rei els castells i viles d'Entença a la Ribagorça i els de Falset, Tivissa, Móra i Altafalla, reservant-se Guillem d'Entença les rendes i la senyoria d'aquestes poblacions. A la mort d'aquest, la baronia --i el castell de Falset-- passaren a la corona. Jaume II hi agregà el comtat de Prades erigit a favor del seu fill Ramon Berenguer. Els comtes de Prades feren del castell de Falset la seva residència habitual. Els darrers senyors de Falset, els ducs de Medinaceli, hereus dels Cardona, entre els segles XV-XVII van ser també comtes de Prades.
Fou element important durant la guerra de Successió i fou enderrocat per ordre de Felip V que el manà reconstruir anys més tard, afegint-hi el bastió oriental i les dues torres. El 1825 s'hi feren obres de reforma per a convertir el conjunt en presó, funció que acomplí fins passada la guerra civil. Progressivament enrunat, la seva propietat passà de l'Ajuntament a la Diputació que inicià diverses obres de restauració.

## Vila closa

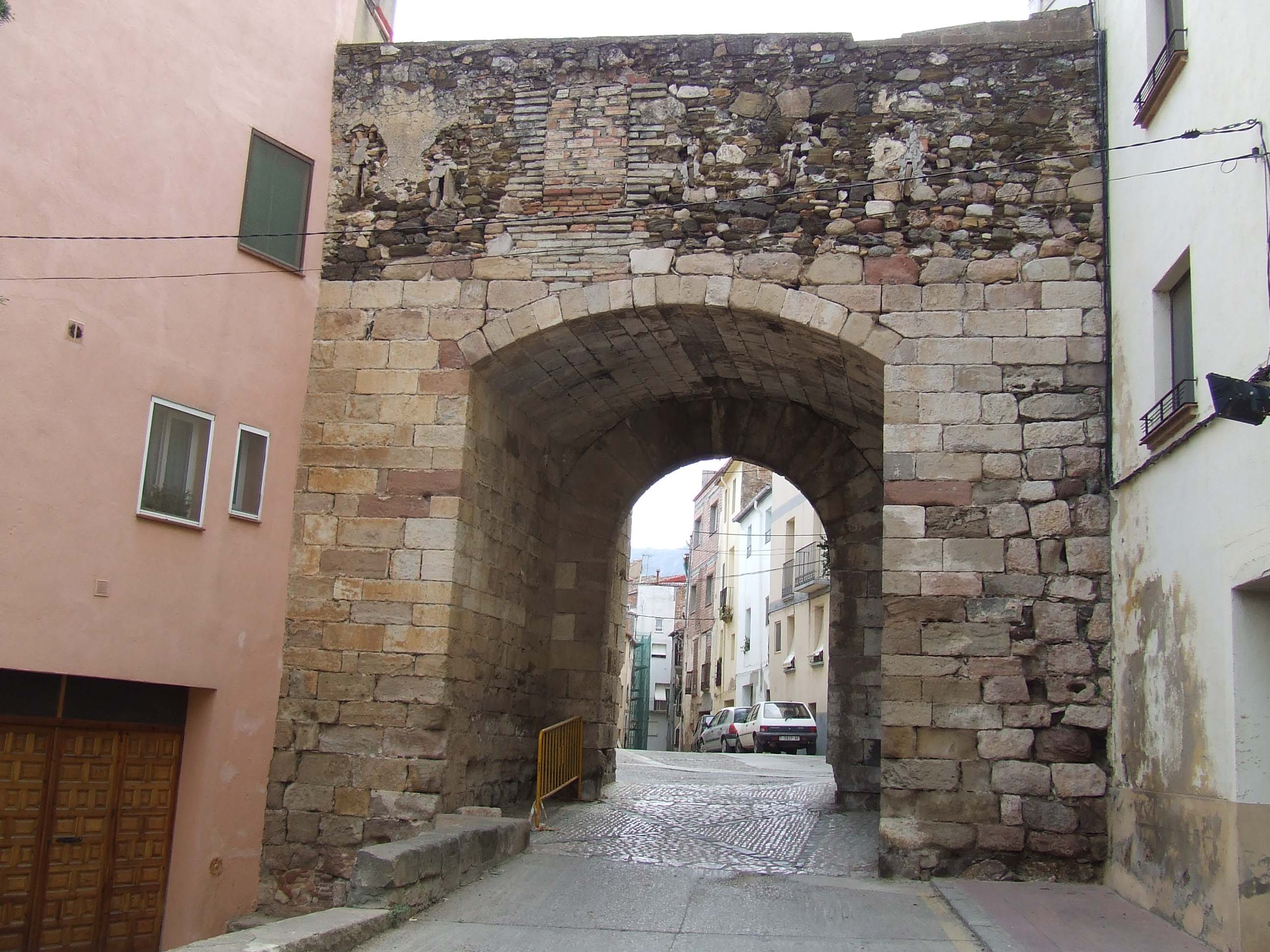
Portal del Bou (2008)

A la part vella de la vila de Falset es troba una interessant mostra de població organitzada en època medieval. Era closa per muralles i s'organitzava amb relació a dos carrers,el de Dalt i el de Baix, divergents i separant-se més a mesura que van cap a llevant. A més, sembla que hi devia haver un eix nord-sud, que travessava la plaça de la Quartera, un dels centres més importants de Falset des dels darrers segles medievals, lloc on es devia celebrar el mercat. Es conserva un tram de muralla d'uns 200 m. connectat al castell, que passa pel portal del Bou, l'únic ben conservat dels cinc portals que s'obrien en les muralles (es conserven restes d'un altre portal dit dels Ferrers). Més a ponent, es troba l'anomenada plaça Vella. Com a hipòtesi de treball se suposa que la població es bastí en dues etapes. En època romànica, s'organitzà el sector occidental, proper al castell. Més tard, s'organitzà el sector oriental amb relació a l'indret on es feia el mercat, anomenat més endavant plaça de la Quartera. Es troba una organització semblant en altres viles catalanes com ara Montblanc (Conca de Barberà)o Àger (Noguera) on la plaça del mercat tingué un paper important per a l'ampliació de la vila.